# Tadeusz Polak
Tadeusz Polak, conosciuto in Nordamerica come Ted Polak (Kleinreifling, 17 novembre 1944), è un ex calciatore polacco, di ruolo difensore.

## Carriera

### Club
Polak si forma nel Wisła Cracovia, entrando a far parte della rosa della prima squadra a partire dalla stagione 1965-1966. Con il Wisla militò sino al 1974, vincendo la Puchar Polski 1966-1967 ed ottenendo come miglior piazzamento il secondo posto nella stagione d'esordio. In campo europeo, con la sua squadra, Polak raggiunse gli ottavi di finale nella Coppa delle Coppe 1967-1968, persi contro i futuri finalisti dell'Amburgo.
Nel 1974 lascia la Polonia per trasferirsi in Canada, ingaggiato dalla franchigia NASL dei Toronto Metros. Con la sua squadra, che dal 1975 divenne "Toronto Metros-Croatia", vinse il torneo 1976, battendo nella finale, giocata da titolare, i Minnesota Kicks per 3-0.
Nel 1979 passa ai Toronto Falcons, squadra che rappresentava la minoranza polacca di Toronto, impegnata nella National Soccer League. Con i Falcons nella stagione 1980 si aggiudicò il campionato regolare, perdendo però la finale play-off contro il Panhellenic Olympics. Polak militò nel club sino al 1987.

### Nazionale
Ha esordito con la nazionale polacca il 7 maggio 1972 nella partita valida per le qualificazioni ai Giochi della XX Olimpiade contro la Bulgaria, subentrando al settantesimo a Zygmunt Maszczyk. L'altro incontro giocato con le aquile bianche fu l'amichevole terminata a reti bianche, disputata tre giorni dopo il suo esordio, contro la Svizzera.

## Statistiche

### Cronologia presenze e reti in Nazionale
| Cronologia completa delle presenze e delle reti in nazionale ― Polonia | Cronologia completa delle presenze e delle reti in nazionale ― Polonia | Cronologia completa delle presenze e delle reti in nazionale ― Polonia | Cronologia completa delle presenze e delle reti in nazionale ― Polonia | Cronologia completa delle presenze e delle reti in nazionale ― Polonia | Cronologia completa delle presenze e delle reti in nazionale ― Polonia | Cronologia completa delle presenze e delle reti in nazionale ― Polonia | Cronologia completa delle presenze e delle reti in nazionale ― Polonia |
| Data                                                                   | Città                                                                  | In casa                                                                | Risultato                                                              | Ospiti                                                                 | Competizione                                                           | Reti                                                                   | Note                                                                   |
| ---------------------------------------------------------------------- | ---------------------------------------------------------------------- | ---------------------------------------------------------------------- | ---------------------------------------------------------------------- | ---------------------------------------------------------------------- | ---------------------------------------------------------------------- | ---------------------------------------------------------------------- | ---------------------------------------------------------------------- |
| 7-5-1972                                                               | Varsavia                                                               | Polonia                                                                | 3 – 0                                                                  | Bulgaria                                                               | Qual. Olimpiade 1972                                                   | -                                                                      | 70’                                                                    |
| 10-5-1972                                                              | Poznań                                                                 | Polonia                                                                | 0 – 0                                                                  | Svizzera                                                               | Amichevole                                                             | -                                                                      |                                                                        |
| Totale                                                                 |                                                                        | Presenze                                                               | 2                                                                      |                                                                        | Reti                                                                   | 0                                                                      |                                                                        |

## Palmarès

### Calcio
- Coppa di Polonia: 1

Wisla Cracovia: 1966-1967
- Campionato NASL: 1

Toronto Metros-Croatia: 1976